# Итуверава
Итуверава (порт. Ituverava) — муниципалитет в Бразилии, входит в штат Сан-Паулу. Составная часть мезорегиона Рибейран-Прету. Входит в экономико-статистический микрорегион Итуверава. Население составляет 38 681 человек на 2006 год. Занимает площадь 697,760 км². Плотность населения — 55,4 чел./км².

## История
Город основан 16 июля 1818 года.

## Статистика
- Валовой внутренний продукт на 2003 составляет 287.647.141,00 реалов (данные: Бразильский институт географии и статистики).
- Валовой внутренний продукт на душу населения на 2003 составляет 7.655,28 реалов (данные: Бразильский институт географии и статистики).
- Индекс развития человеческого потенциала на 2000 составляет 0,789 (данные: Программа развития ООН).

## География
Климат местности: тропический. В соответствии с классификацией Кёппена, климат относится к категории Aw.